# ويليام وود (لاعب كريكت)
ويليام وود (11 نوفمبر 1849 في المملكة المتحدة - 12 أبريل 1924) (بالإنجليزية: William Wood)‏ هو لاعب كريكت أسترالي.

## وصلات خارجية
- ويليام وود (لاعب كريكت) على موقع إي آس بي آن كريك إنفو (الإنجليزية)